# 索夫赫兹斯科耶农村居民点
索夫赫兹斯科耶农村居民点（俄语：Совхозское сельское поселение）是俄罗斯联邦伏尔加格勒州尼古拉耶夫斯克区所属的一个农村居民点。其下辖有6个居民点，行政中心为拉兹多利诺耶。据2016年统计，该农村居民点的人口为1779人。